# Торрес, Даниэль
Даниэ́ль Алеха́ндро То́ррес Ро́хас (исп. Daniel Alejandro Torres Rojas; 15 ноября 1989, Какуэса, Колумбия) — колумбийский футболист, полузащитник клуба «Реал Сарагоса» и сборной Колумбии.

## Клубная карьера
Торрес начал профессиональную карьеру в клубе «Санта-Фе». 22 марта 2009 года в матче против «Мильонариос» он дебютировал в Кубке Мустанга. В своём дебютном сезоне Даниэль стал обладателем Кубка Колумбии. В 2011 году он стал чемпионом страны. Летом того же года Торрес на правах аренды перешёл в «Атлетико Насьональ». 28 августа в матче против «Энвигадо» он дебютировал за новый клуб. После окончания аренды Даниэль вернулся в «Санта-Фе» и ещё дважды помог команде выиграть чемпионат. 12 февраля 2014 года в матче Кубка Либертадорес против парагвайского «Насьоналя» Торрес забил свой первый гол за клуб. 10 августа в поединке против «Индепендьенте Медельин» он забил свой первый гол в чемпионате.
В начале 2015 года Торрес перешёл в «Индепендьенте Медельин». 1 февраля в матче против «Ла Экидад» он дебютировал за новый клуб. 3 ноября в поединке против «Альянса Петролера» Даниэль забил свой первый гол за «Индепендьенте Медельин».
Летом 2016 года Торрес перешёл в испанский «Алавес». 21 августа в матче против «Атлетико Мадрид» он дебютировал в Ла Лиге.

## Международная карьера
13 ноября 2015 года в отборочном матче чемпионата мира 2018 против сборной Чили Торрес дебютировал за сборную Колумбии.
Летом 2016 года Даниэль принял участие в Кубке Америки в США. На турнире он сыграл в матчах против команд Парагвая, Перу, Чили и дважды США.

## Статистика

### Сборная
| Команда  | Год   | Игр | Голы |
| -------- | ----- | --- | ---- |
| Колумбия |       |     |      |
| 2015     | 2     | 0   |      |
| 2016     | 5     | 0   |      |
| Всего    | Всего | 7   | 0    |

## Достижения
Командные
 «Санта-Фе»
- Чемпионат Колумбии по футболу — Апертура 2011
- Чемпионат Колумбии по футболу — Апертура 2012
- Чемпионат Колумбии по футболу — Финалисасьон 2014
- Обладатель Кубка Колумбии — 2009

Международные
 Колумбия
- Кубок Америки — 2016